# Jesus von Texas
Der Roman Jesus von Texas (englischer Originaltitel Vernon God Little) ist das Erstlingswerk des Schriftstellers DBC Pierre. Die medien- und gesellschaftskritische Satire erzählt aus der Perspektive eines Jugendlichen die Folgen eines High-School-Amoklaufes.
Pierres Debütroman erschien erstmals 2003 im britischen Verlag Faber & Faber. Die 2004 veröffentlichte deutsche Übersetzung stammt von Karsten Kredel.

## Handlung
In der amerikanischen Kleinstadt Martirio, der „Barbecuesaucen-Hauptstadt von Texas“, erschüttert ein Schulmassaker die Öffentlichkeit. Der Heranwachsende Jesus Navarro erschießt im Physikunterricht sechzehn seiner Mitschüler und danach sich selbst. Schnell richtet sich der Zorn der Bevölkerung und die Sensationsgier der Medien auf dessen einzigen Freund, Vernon Gregory Little. Anfangs nur dem Verdacht der Mittäterschaft ausgesetzt, wird Vernon durch eine unglückliche Verkettung von Umständen und das bewusste Zutun des Klatschreporters Eulalio Ledesma in den Augen der Bewohner Martirios schnell zum Mittäter. Vernon beschließt, nach Mexiko zu fliehen, und schafft es auch bis Acapulco, wo er während eines inszenierten Treffens festgenommen wird. In einem medienwirksamen Prozess wird Vernon, obgleich unschuldig, zum Tode verurteilt. Der Prozess trägt dabei Züge einer Farce. Die Aussagen der Zeugen widersprechen sich teilweise und wirken in keiner Weise glaubwürdig. Obwohl Vernons Verteidiger einige Zeugenaussagen entkräften kann, wird sein Klient zum Tode verurteilt. Durch den inzwischen zum Medienmogul aufgestiegenen Eulalio Ledesma wird der Todestrakt zum Schauplatz einer Reality-Show mit Abstimmungen über die nächste Hinrichtung. Nach seiner Wahl zum nächsten Todeskandidaten schafft es Vernon mit seinen letzten Anrufen, eine äußerst glückliche Ereigniskette in Gang zu setzen, die für ein (scheinbar) echtes Happy End sorgt.

## Auszeichnungen
„Vernon God Little“ wurde 2003 von der Jury des britischen Bookerpreises als bester Roman ausgezeichnet und gewann überdies den Whitbread First Novel Award sowie den Bollinger Everyman Wodehouse Award for Comic Fiction.

## Verfilmung
Im Oktober 2012 kündigte der Guardian an, dass 2013 eine Verfilmung von "Jesus von Texas" durch den deutschen Regisseur Werner Herzog mit Andrew Birkin als Drehbuchautor erfolgen solle. Herzog übernimmt laut dem Spiegel damit die Arbeit Bernd Eichingers, der laut Spiegel eine Verfilmung von "Jesus von Texas" geplant hatte, im Januar 2011 jedoch vor Realisierung des Projektes an einem Herzinfarkt starb.

## Ausgaben
- Vernon God Little, Faber & Faber, London 2003, ISBN 978-0-571-21642-0
- Jesus von Texas, dt. Karsten Kredel, Aufbau Verlag, Berlin 2004, ISBN 978-3-7466-2150-0
- Jesus von Texas, Hörspiel, Der Audio Verlag, Berlin 2004, ISBN 3-89813-356-7